# Nicole Dollanganger
Николь Энн Белл (англ. Nicole Ann Bell; род. 8 сентября 1991, Скарборо, Онтарио, Канада) более известная под псевдонимом Nicole Dollanganger (рус. Николь Доллангенджер) — канадская певица, музыкант, автор песен.
Псевдоним «Доллангенджер» был взят из серии книг писательницы Вирджинии Эндрюс. В дальнейшем тексты некоторых песен Николь также будут вдохновлены её произведениями.

## Биография
Выросла в канадском городке Стауффвилль, провинция Онтарио. Отец Николь был поклонником американских кантри-музыкантов, что, по ее словам, в дальнейшем повлияло на её музыку.
После окончания школы поступила в университет Райерсона, где изучала кино. Выкладывать музыку начала в 2011 году в Tumblr. Первыми её записями были каверы на Мэрилина Мэнсона.
В возрасте 20 лет у Николь диагностировали расстройство пищевого поведения, из-за чего она бросила учёбу. Находясь на постельном режиме, Белл начала активно заниматься музыкой, хотя прежде останавливала себя из-за плохой игры на гитаре.
Первый самостоятельный релиз «Curdled Milk» увидел свет 13 июля 2012 года на платформе Bandcamp. В том же году вышел второй альбом «Flowers of Flesh and Blood».
В 2013 году был выпущен третий альбом «Ode To Dawn Wiener: Embarrassing Love Songs».
В 2014 году Доллангенджер выпустила «Observatory Mansions», первый альбом, записанный после болезни. Для одной из песен был засэмплирован звук из видео стрелка Эрика Харриса.
Первый студийный альбом «Natural Born Losers» вышел в 2015 году. Он также стал первым для лейбла Eerie Organization, созданного музыканткой Граймс специально для выпуска этого альбома. Граймс так описывала свое впечатление от музыки Николь: «Это так сильно взорвало мой мозг, что я буквально создала Eerie, чтобы, чёрт возьми, выпустить это».
В 2015 году журнал Rolling Stone включил Николь в список новых артистов, которых стоит знать.
В 2016 году совместно с Элвисом Депресседли, Code Orange и Teen Suicide отправилась в фолк-тур. В этом же году сингл Chapel был использован в шестом сезоне сериала «Ходячие мертвецы».
В 2017 группа Full of Hell пригласила Николь исполнить вокальную партию в треке Trumpeting Ecstasy.
В 2018 году вышел альбом «Heart Shaped Bed», выпущенный на том же лейбле Граймс.
В 2020 году совместно с группой 100 Gecs выпустила ремикс песни «Hand Crushed by a Mallet».
В 2023 году вышел седьмой альбом музыкантки «Married in Mount Airy».

## Дискография

### Альбомы
- Curdled Milk (2012)
- Flowers of Flesh and Blood (2012)
- Ode to Dawn Wiener: Embarrassing Love Songs (2013)
- Observatory Mansions (2014)
- Natural Born Losers (2015)
- Heart Shaped Bed (2018)
- Married in Mount Airy (2023)

### EP
- Columbine (2013)
- BabyLand (2014)
- Covers (2016)
- Cute Aggression (2017)

### Синглы
- Chapel (2016)
- Lemonade (2018)
- Whispering Glades (2021)
- Why (2022)
- Gold Satin Dreamer (2022)
- Runnin' free (2022)